# Tiền giả

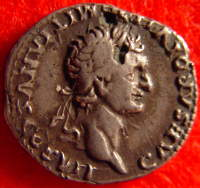
Mạ giả của hoàng đế La Mã Domitian. Bằng cách sử dụng lõi đồng được phủ trong lớp phủ bạc, đồng xu có giá trị nội tại thấp hơn nhiều, trong khi mệnh giá vẫn giữ nguyên.

Tiền giả là tiền được sản xuất mà không có chế tài pháp lý của nhà nước hoặc chính phủ. Sản xuất, sử dụng tiền giả là một hình thức gian lận, giả mạo. Tiền giả đã có song song với tiền thật ngay từ lúc còn sơ khai. Tiền mạ kim loại (được gọi là Fourrées) là tiền giả của tiền kim loại Lydian được cho là một trong những đồng tiền giả đầu tiên của phương Tây.
Theo quy định luật pháp, mỗi quốc gia có khái niệm khác nhau về tiền giả. Chẳng hạn như ở Việt Nam, tiền giả được hiểu là tiền được làm giống như tiền Việt Nam nhưng không phải do Ngân hàng Nhà nước Việt Nam tổ chức in, đúc, phát hành (Quyết định số 130/QĐ-TTg ngày 30/6/2003 của Thủ tướng Chính phủ về bảo vệ tiền Việt Nam); còn đối với hầu hết các nước, tiền giả được giải thích cụ thể hơn, đó là: (1) tiền giả là bất cứ vật gì không phải là tiền thật (tiền giấy, tiền xu) mà được làm giống hay cố tình làm giống hoặc làm cho được chấp nhận như là một đồng tiền thật; hoặc (2)tiền giả là tiền thật nhưng bị sửa đổi bằng cách can dán, cạo sửa hoặc in lại.